# Lesseps (metropolitana di Barcellona)
Lesseps è una stazione della Linea 3 (metropolitana di Barcellona) della metropolitana di Barcellona situata sotto la piazza Lesseps nel distretto di Gràcia di Barcellona.
La stazione fu inaugurata nel 1924 come capolinea del primo tratto del Gran Metro de Barcelona. Nel 1982 con la riorganizzazione delle linee la stazione divenne una stazione della neonata L3. È stata capolinea della L3 per molti anni, fino a quando con il prolungamento del 1985 la L3 arrivò fino a Montbau.
Menzionabile come curiosità il fatto che questa stazione sia indicata sulle mappe come la stazione per il Parco Güell, benché questo si trovi a poco più di un km di distanza dalla stazione.
Si deve ricordare inoltre che la stazione verrà ampliata per accogliere il passaggio delle nuove linee 9 e 10.

## Accessi
- Carrer Gran de Gràcia - Plaça Lesseps